# Lisa Zimmermann
Lisa Zimmermann (Núremberg, 2 de marzo de 1996) es una deportista alemana que compite en esquí acrobático.
Ganó una medalla de oro en el Campeonato Mundial de Esquí Acrobático de 2015, en la prueba de slopestyle. Adicionalmente, consiguió una medalla de oro en los X Games de Invierno.

## Medallero internacional
| Campeonato Mundial | Campeonato Mundial    | Campeonato Mundial | Campeonato Mundial |
| Año                | Lugar                 | Medalla            | Prueba             |
| ------------------ | --------------------- | ------------------ | ------------------ |
| 2015               | Kreischberg (Austria) | Medalla de oro     | Slopestyle         |

| X Games de Invierno | X Games de Invierno    | X Games de Invierno | X Games de Invierno |
| Año                 | Lugar                  | Medalla             | Prueba              |
| ------------------- | ---------------------- | ------------------- | ------------------- |
| 2017                | Aspen (Estados Unidos) | Medalla de oro      | Big air             |